# Max Frankel
Max Frankel (ursprünglich Max Fränkel; * 3. April 1930 in Gera; † 23. März 2025 in Manhattan) war ein US-amerikanischer Journalist deutscher Herkunft. Er war Träger des Pulitzer-Preises und war von 1986 bis 1994 Chefredakteur der New York Times.

## Leben
Max Fränkel war einziger Sohn des Jakob A. Fränkel und der Marie Katz; die Familie verzog sechs Monate nach seiner Geburt nach Weißenfels. Anfang 1933, kurz vor der Machtergreifung der Nationalsozialisten, eröffneten die Eltern in Weißenfels eine Textil- und Möbelhandlung. Im Oktober 1938 wurden die Fränkels von den Nationalsozialisten im Rahmen der so genannten „Polenaktion“ (Fränkels Vater war der Sohn galizischer Einwanderer) nach Polen abgeschoben. Anfang 1939 wurde der Mutter die vorübergehende Rückkehr nach Weißenfels gestattet, wo sie erfuhr, dass die amerikanische Botschaft in Berlin ihr und ihrem Sohn Max die seit langem erhoffte Einreise in die Vereinigten Staaten gestattet hatte. Sie holte daraufhin ihren Sohn nach Deutschland zurück, konnte jedoch erst im Februar 1940 die Ausreiseerlaubnis der Gestapo erhalten. Am 22. Februar 1940 traf Max Fränkel mit seiner Mutter mit der Volendam in New York City ein. Sein Vater geriet bei der Besetzung Polens in sowjetische Gefangenschaft und überlebte dadurch die deutsche Judenverfolgung in Sibirien, er konnte 1946 in die USA ausreisen. 
In den USA erhielt Frankel, wie er sich nun nannte, 1948 die US-amerikanische Staatsbürgerschaft. Er studierte an der Columbia University und schrieb dort auch für die Universitätszeitung Columbia Daily Spectator. Ab 1952 war er für die New York Times tätig. Frühe journalistische Meriten erwarb er sich beim Untergang der Andrea Doria im Juli 1956, indem er während seiner Nachtschicht in der Redaktion aus den eingehenden Meldungen einen Bericht für die Titelseite verfasste. Im Lauf seiner Karriere fungierte er unter anderem als Korrespondent im Weißen Haus, als Chef des Büros der New York Times in Washington, D.C. und als Auslandskorrespondent in Wien, Havanna und Moskau. 1971 wurde er in die American Academy of Arts and Sciences gewählt. 1973 erhielt er den Pulitzer-Preis in der Kategorie Auslandsberichterstattung für seine Berichterstattung über Richard Nixons Besuch in China im Vorjahr. Weitere Bekanntheit erlangte er auch durch eine Frage an Präsident Gerald Ford während der zweiten Fernsehdebatte im Präsidentschaftswahlkampf 1976, in der er Ford auf die Beziehungen der USA zur Sowjetunion und auf seine Einstellung zur KSZE-Schlussakte ansprach. Fords umständliche Antwort gipfelte in dem Satz „Es gibt keine sowjetische Vorherrschaft über Osteuropa, und unter einer Ford-Regierung wird es niemals eine geben“ („There is no Soviet domination of Eastern Europe and there never will be under a Ford administration.“); auf neuerliches Nachfragen Frankels führte er auch aus, dass er nicht glaube, dass sich etwa die Polen oder Rumänen von der Sowjetunion beherrscht fühlten. Teilweise wurde diese Fehleinschätzung mitverantwortlich für Fords knappe Wahlniederlage gemacht.
Zum 1. November 1986 wurde Frankel Chefredakteur (executive editor) der New York Times, eine Funktion, die er bis 1994 innehatte. Im Rahmen dieser Tätigkeit erweiterte er den Fokus der Zeitung über Politik und Wirtschaft hinaus zu einer stärkeren Berücksichtigung von etwa Sport oder Populärkultur. Unter seiner Ägide durfte auch erstmals das Wort „gay“ (schwul) in Artikeln verwendet werden. Sein Nachfolger als Chefredakteur war Joseph Lelyveld. In späteren Jahren veröffentlichte er zwei Bücher: seine Autobiografie The Times of My Life and My Life with the Times (1999) sowie High Noon in the Cold War (2004) über die Kubakrise. In der Ausgabe zum 150. Jubiläum der New York Times im Jahr 2001 setzte er sich kritisch mit dem Schweigen der Zeitung während des Holocaust auseinander.
Frankel war zweimal verheiratet und hatte aus erster Ehe drei Kinder. Einer seiner Söhne ist der Filmregisseur David Frankel.

## Schriften
- You Can't Go Home to Weissenfels, in: New York Times, 10. Januar 1965
- The Times of My Life and My Life with the Times. Random House, New York NY 1999, ISBN 0-679-44824-1.
- High Noon in the Cold War. Kennedy, Krushchev, and the Cuban Missile Crisis. Ballantine Books, New York NY 2004, ISBN 0-345-46505-9.